# اندیس آنومالی کوه کفتاری
آنومالی کوه کفتاری یک اندیس فلزی است که در حوالی شهر جیان استان یزد قرار دارد و مادهٔ معدنی موجود در آن، طلا است.سنگ میزبان این اندیس سنگ آهک، ماسه سنگ و شیل است  در این اندیس، پاراژنز‌های سروزیت، پیرومورفیت، ویتریت، اسمیت زونیت، گالن، اسفالریت، باریت، سلستین و پیریت یافت می‌شوند.